# Chińskie Tajpej na Zimowych Igrzyskach Olimpijskich Młodzieży 2012
Chińskie Tajpej na Zimowych Igrzyskach Olimpijskich Młodzieży 2012, które odbywały się w Innsbrucku reprezentowało 4 zawodników.

## Skład reprezentacji Chińskiego Tajpej

### Narciarstwo alpejskie
Chłopcy
| Zawodnik    | Konkurencja   | Wyniki  | Wyniki  | Wyniki  | Wyniki  |
| Zawodnik    | Konkurencja   | Runda 1 | Runda 2 | Razem   | Miejsce |
| ----------- | ------------- | ------- | ------- | ------- | ------- |
| Wu Meng-che | Slalom        | 1:14.46 | 1:11.01 | 2:25.47 | 35.     |
| Wu Meng-che | Slalom gigant | 1:36.28 | 1:30.81 | 3:07.09 | 38.     |

### Saneczkarstwo
Chłopcy
| Zawodnik   | Konkurencja | Finał   | Finał   | Finał    | Finał   |
| Zawodnik   | Konkurencja | Ślizg 1 | Ślizg 2 | Razem    | Miejsce |
| ---------- | ----------- | ------- | ------- | -------- | ------- |
| Lien Te-an | Jedynki     | 41.044  | 40.856  | 1:21.900 | 20.     |

### Short track
Chłopcy
| Zawodnik        | Konkurencja | Ćwierćfinał | Ćwierćfinał | Półfinał | Półfinał | Finał    | Finał   |
| Zawodnik        | Konkurencja | Czas        | Miejsce     | Czas     | Miejsce  | Czas     | Miejsce |
| --------------- | ----------- | ----------- | ----------- | -------- | -------- | -------- | ------- |
| Chang Yin-cheng | 500 m       | 48.113      | 4 qCD       | 46.824   | 1 qC     | 46.412   | 2.      |
| Chang Yin-cheng | 1000 m      | 1:53.640    | 4 qCD       | 1:37.806 | 2 qC     | 1:59.205 | 3.      |

Dziewczęta
| Zawodniczka | Konkurencja | Ćwierćfinał | Ćwierćfinał | Półfinał | Półfinał | Finał    | Finał   |
| Zawodniczka | Konkurencja | Czas        | Miejsce     | Czas     | Miejsce  | Czas     | Miejsce |
| ----------- | ----------- | ----------- | ----------- | -------- | -------- | -------- | ------- |
| Lin Yu-tzu  | 500 m       | 49.423      | 4 qCD       | 48.598   | 2 qC     | 49.492   | 4.      |
| Lin Yu-tzu  | 1000 m      | 1:39.749    | 3 qCD       | 1:39.539 | 1 qC     | 1:39.185 | 2.      |

Sztafeta mieszana
| Zawodnicy                                                                 | Konkurencja       | Półfinał | Półfinał | Finał    | Finał   |
| Zawodnicy                                                                 | Konkurencja       | Czas     | Miejsce  | Czas     | Miejsce |
| ------------------------------------------------------------------------- | ----------------- | -------- | -------- | -------- | ------- |
| Drużyna D Elisabeth Witt Thomas Insuk Hong Sumire Kikuchi Chang Yin-cheng | Sztafeta mieszana | 4:23.141 | 4 qB     | 4:24.360 | 1.      |
| Drużyna E Sarah Warren Kei Saito Lin Yu-tzu Josse Antonissen              | Sztafeta mieszana | 4:36.208 | 4 qB     | 4:30.383 | 3.      |